# Speechless (Michael-Jackson-Lied)
Speechless (englisch für: „sprachlos“) ist ein Song von Michael Jackson, der am 29. Oktober 2001 auf dem Album Invincible erschien. Der Song wurde von Jackson selbst geschrieben und produziert. Speechless erschien nie als Single. 2011 erschien auf dem Remixalbum Immortal ein Remix, in dem Speechless mit Human Nature kombiniert wurde.

## Entstehung
Beim Spielen mit Kindern in Deutschland bekam Jackson die Inspiration für Speechless.

„I was with these kids in Germany and we had a big water balloon fight -I’m serious- and I was so happy after the fight that I ran upstairs in their house and wrote Speechless. Fun inspires me. I hate to say that, because it’s such a romantic song. But it was the fight that did it. I was happy, and I wrote it in its entirety right there. I felt it would be good enough for the album. Out of the bliss comes magic, wonderment, and creativity.“

„Ich war mit diesen Kindern in Deutschland und wir hatten eine große Wasserbomben-Schlacht -ich bin ehrlich- und ich war so fröhlich nach der Schlacht, dass ich in ihrem Haus nach oben rannte und Speechless schrieb. Spaß inspiriert mich. I sage das nicht gerne, denn es ist so ein romantischer Song. Aber die Schlacht war es. ich war fröhlich und ich schrieb es dort komplett. Ich fühlte, dass es gut genug für das Album seien würde. Aus der Freude kommt Magie, Staunen und Kreativität.“

Der Song beginnt und endet mit einem A capella Teil, was für keinen anderen Song von Jackson gilt. Speechless handelt von einer verliebten Person, die in Anwesenheit des Geliebten jedoch sprachlos wird und die Liebe nicht in Worte fassen kann.

„Your love is magical, that's how I feel

But I have not the words here to explain

Gone is the grace for expressions of passion

But there are worlds and worlds of ways to explain

To tell you how I feel

But I am speechless“

„Deine Liebe ist magisch, so empfinde ich es

Aber habe nicht die Worte es zu beschreiben

Gegangen ist die Gnade für Ausdrücke der Leidenschaft

Doch da sind Welten und Welten voller Wege zum beschreiben

Um dir zu erzählen, was ich empfinde

Aber ich bin sprachlos“

## Kritiken
The Stuart News bezeichnete Speechless als keine große Neuheit. Die weiche Ballade sei wie Butterflies, Break of Dawn und You Are My Life nur eine „harmlose Gemütsschwankung“ und nichts, was nicht beispielsweise R. Kelly oder Usher schon mal mit mehr Lebendigkeit rüber gebracht hätten.

## Besetzung
- Produktion: Michael Jackson
- Komposition: Michael Jackson
- Solo Vocals: Michael Jackson
- Background Vocals: Andraé Crouch Singers (Andraé Crouch, Alfie Silas Durio, Valerie Doby, Maxi Anderson, Kristie Murden, Patrice Morris, Yvonne Willams, Vonciele Faggett, Tenika Johns, Angel Johnson, Linda McCrary, Sue Merriett, Deborah Sharp-Taylor, Marja Dozier, Zaneta M. Johnson, Gloria Augustus, Alice Jean McRath, Sandra Crouch, Zandra Williams, Judy Gossett, Geary Lanier Faggett, Johnnie Walker, Ron Taylor, Daniel Johnson, Harold Green, Laquentan Jordan, Tim Brown, Howards McCrary, Sam McCrary, Kevin Dorsey)
- Keyboard: Brad Buxer
- Violinen: Peter Kent, Gina Kronstadt, Robin Lorentz, Kirstin Fife, John Wittenberg
- Bratschen: Novi Novoq, Thomas Tally
- Orchester Arrangement: Michael Jackson, Jeremy Lubbock
- Tontechnik: Bruce Swedien, Brad Buxer, Stuart Brawley